# Phalops zuninoi
Phalops zuninoi là một loài bọ cánh cứng trong họ Bọ hung (Scarabaeidae).